# Boekenweekgeschenk

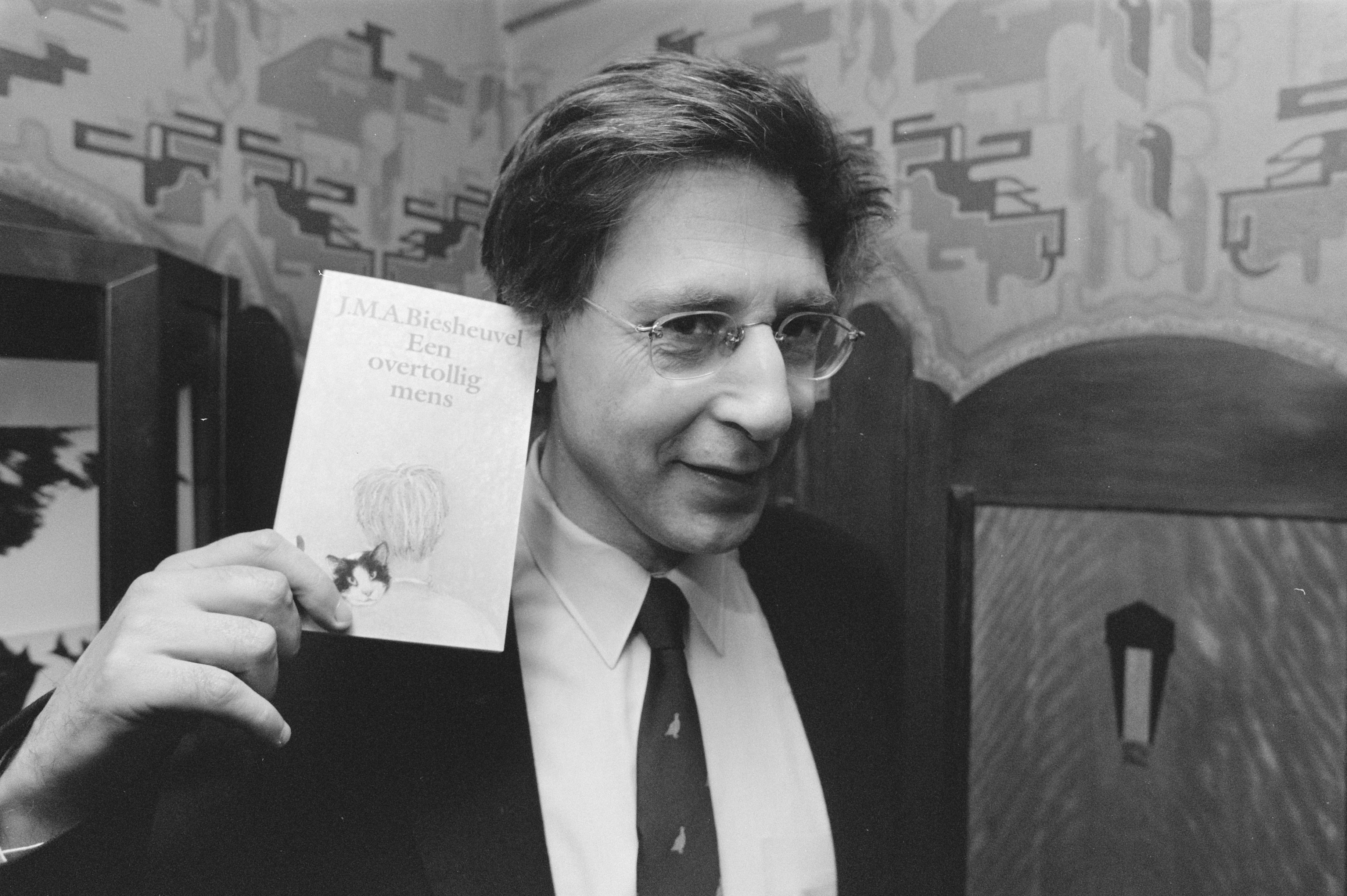
Maarten Biesheuvel met het door hem geschreven boekenweekgeschenk van 1988, Een overtollig mens

Het boekenweekgeschenk is een jaarlijkse uitgave in het kader van de Nederlandstalige Boekenweek. Het wordt tijdens die week door boekhandelaars in Nederland gratis aangeboden aan klanten die tijdens die week voor een zeker bedrag boeken komen aanschaffen. Het heeft een vaste lengte van 29.000 woorden of 96 pagina's. Sinds 2014 zijn de Boekenweek en het daarbij behorende boekenweekgeschenk uitgebreid naar Vlaanderen. Sinds dat jaar wordt het boekenweekgeschenk ook door Vlaamse boekhandels gratis aangeboden aan klanten die tijdens deze week een bedrag van 15 euro besteden aan boeken. In 2024 werd de keuze voor de familie Chabot in Vlaanderen niet geapprecieerd en werd in plaats daarvan het boekje Als de liefde faalt van Marnix Peeters cadeau gedaan aan de Vlaamse lezers, maar niet onder de naam boekenweekgeschenk, want deze naam is gedeponeerd.
Het boekenweekgeschenk is een novelle, essay of roman dat ieder jaar door een andere schrijver speciaal voor de Boekenweek wordt geschreven. Daarbij hoeft de auteur niet per se rekening te houden met het thema. De auteur is hoofdgast tijdens het Boekenbal ter opening van deze, Nederlandstalige, Boekenweek. Als eigen geschenk hebben de openbare bibliotheken een aantal malen een boekje uitgegeven met een korte inleiding op de boekenweekgeschenkauteur en diens werk. Vanaf 2018 wordt het boekenweekgeschenk ook in het Fries uitgegeven.
Daarnaast wordt er ieder jaar een boekenweekessay uitgebracht dat dieper ingaat op het thema van de Boekenweek van dat jaar, en dat voor een klein bedrag verkrijgbaar is. Sinds 2019 wordt er ook een boekenweekgedicht geschreven. Dit gedicht verschijnt op een linnen tas en op kaarten die in de horeca en bioscopen verschijnen om te versturen. In 2024 zijn zowel het boekenweekessay als het boekenweekgedicht vervangen door een dichtbundel met de naam "Ooievaarsblues" die door de familie Chabot is samengesteld.

## Geschiedenis
Ter ere van het 50-jarige jubileum van Nederlandsche Uitgeversbond werd op 15 november 1930 een Boekendag georganiseerd. Hierbij werd het boekje De uitgever en zijn bedrijf van Johan Tersteeg gratis uitgegeven. Dat boekje was nog geen boekenweek-'geschenk' zoals we dat nu kennen.  Twee jaar later, in 1932, werd de eerste Boekenweek georganiseerd met nu voor het eerst een geschenk met de toepasselijke naam Geschenk. Deze traditie werd vrijwel elke volgende Boekenweek herhaald. Het boekenweekgeschenk wordt uitgegeven door de Stichting Collectieve Propaganda van het Nederlandse Boek (CPNB); bij toerbeurt nemen verschillende uitgeverijen de eigenlijke productie voor hun rekening.
In de jaren veertig, vijftig en zestig verscheen het boekenweekgeschenk vaak anoniem, gekoppeld aan een tweetal prijsvragen. Eerst was er een wedstrijd waarbij schrijvers een ongepubliceerd werk konden inzenden, waaruit een jury het werk koos dat als boekenweekboek werd uitgegeven. Vervolgens kon het publiek raden wie de auteur was en daarmee prijzen winnen.
Het boekenweekgeschenk van 1941 werd na één dag op bevel van de Sicherheitsdienst teruggehaald uit de boekhandels, vanwege een in de bundel opgenomen gedicht van de Joodse dichter Maurits Mok. Ook de samensteller Victor E. van Vriesland was van Joodse komaf.
Gerard Reve schreef het boekenweekgeschenk voor 1981, maar zijn novelle De vierde man werd afgewezen vanwege "controversiële passages".
Van 2001 tot en met 2019 kon men op de laatste zondag van de Boekenweek op vertoon van het boekenweekgeschenk de hele dag gratis met Nederlandse treinen (inclusief naar het Duitse Leer vanuit Groningen). Dit kon zowel met de papieren versie als met het e-boek. Sinds 2015 werd het boekenweekgeschenk voor dit doel van een speciale vierkante barcode voorzien, zodat een reiziger op deze dag met het boekenweekgeschenk kon in- en uitchecken bij gesloten NS-poortjes. Deze code diende aan de conducteur te worden getoond bij controle, zodat hij deze kon scannen als bewijs dat er gratis gereisd werd met het boekenweekgeschenk. In 2014 liep deze actie ook in België. In 2020 en 2021 kon er niet gratis worden gereisd vanwege de coronapandemie, en daarna gaf de NS op andere wijze invulling aan de sponsoring van de Boekenweek.

## Geschenken
| Jaar | Auteur | Titel | Omschrijving | Thema en bijzonderheden |
| ---- | --- | --- | --- | --- |
| 2025 | Gerwin van der Werf | De Krater | novelle | Je moerstaal |
| 2024 | De Chabotten | Gezinsverpakking | verhalenbundel | Bij ons in de familie |
| 2023 | Lize Spit | De eerlijke vinder | novelle | Ik ben alles |
| 2022 | Ilja Leonard Pfeijffer | Monterosso mon amour | novelle | Eerste liefde |
| 2021 | Hanna Bervoets | Wat wij zagen | novelle | Tweestrijd |
| 2020 | Annejet van der Zijl | Leon en Juliette | novelle | Rebellen en dwarsdenkers |
| 2019 | Jan Siebelink | Jas van belofte | novelle | De moeder de vrouw |
| 2018 | Griet Op de Beeck | Gezien de feiten | novelle | Natuur |
| 2017 | Herman Koch | Makkelijk leven | novelle | Verboden Vruchten |
| 2016 | Esther Gerritsen | Broer | novelle | Duitsland - Was Ich noch zu sagen hätte |
| 2015 | Dimitri Verhulst | De zomer hou je ook niet tegen | novelle | Waanzin - Te gek voor woorden |
| 2014 | Tommy Wieringa | Een mooie jonge vrouw | novelle | Ondertussen ergens anders - Reizen |
| 2013 | Kees van Kooten | De verrekijker | novelle | Gouden tijden, zwarte bladzijden |
| 2012 | Tom Lanoye | Heldere hemel | novelle | Vriendschap en andere ongemakken |
| 2011 | Kader Abdolah | De kraai | novelle | Curriculum Vitae – Geschreven portretten |
| 2010 | Joost Zwagerman | Duel | novelle | Jong zijn: het kind, de jeugd, de jongere |
| 2009 | Tim Krabbé | Een tafel vol vlinders | novelle | Tjielp Tjielp - De literaire zoo |
| 2008 | J. Bernlef | De pianoman | novelle | Van oude menschen... - De derde leeftijd en de letteren |
| 2007 | Geert Mak | De brug | reisverslag | Lof der Zotheid - Scherts, satire en ironie Tevens gelijktijdig in het Turks verschenen |
| 2006 | Arthur Japin | De grote wereld | novelle | BOEM! Paukeslag - Schrijvers en muziek |
| 2005 | Jan Wolkers | Zomerhitte | novelle | Spiegel der Lage Landen - Onze geschiedenis |
| 2004 | Thomas Rosenboom | Spitzen | novelle | Frankrijk |
| 2003 | Ronald Giphart | Gala | novelle | Styx - Leven en dood in de letteren |
| 2002 | Anna Enquist | De ijsdragers | novelle | Hebban olla vogala nestas - Verhalen & gedichten over de liefde |
| 2001 | Salman Rushdie | Woede | novelle | Het land van herkomst - Schrijven tussen twee culturen |
| 2000 | Harry Mulisch | Het theater, de brief en de waarheid | novelle | Lectori Salutem - Verhalen uit de klassieke oudheid |
| 1999 | Connie Palmen | De erfenis | novelle | Familie-album - Ouders en kinderen in de literatuur |
| 1998 | Arnon Grunberg | De heilige Antonio | novelle | Panorama Nederland - Stad en land in proza en poëzie |
| 1997 | Renate Dorrestein | Want dit is mijn lichaam | novelle | Mijn God - Religie en religieus gevoel in de letteren |
| 1996 | Adriaan van Dis | Palmwijn | novelle | Eeuwig El Dorado - Latijns-Amerika en het Caribisch gebied |
| 1995 | Leon de Winter | Serenade | novelle | De vijftigste mei - De Tweede Wereldoorlog in de literatuur |
| 1995 | C.J. Kelk (samensteller) | 12 portretten van Nederlandsche auteurs | Herdruk van de uitgave van 1934, Rotogravure NRM n.v., Leiden | Herdruk van de uitgave van 1934, Rotogravure NRM n.v., Leiden |
| 1994 | Hella S. Haasse | Transit | novelle | Poëzie Centraal |
| 1993 | Willem Frederik Hermans | In de mist van het schimmenrijk | novelle | Het leven geschreven - Dagboeken, brieven en biografieën |
| 1992 | A.F.Th. van der Heijden | Weerborstels | novelle | 't Prachtig rijk van Insulinde - Nederlands Indië |
| 1991 | Cees Nooteboom | Het volgende verhaal | reisverhaal | Schrijvers op reis |
| 1990 | F. Springer | Sterremeer | novelle | Van boeken krijg je nooit genoeg |
| 1989 | Hugo Claus | De zwaardvis | novelle | Boek en film |
| 1988 | J.M.A. Biesheuvel | Een overtollig mens en andere verhalen | verhalenbundel | Nederland - Vlaanderen |
| 1987 | Tessa de Loo | Het rookoffer | novelle | Amsterdam, culturele hoofdstad van Europa |
| 1986 | Marga Minco | De glazen brug | novelle | Van boeken krijg je nooit genoeg |
| 1985 | Remco Campert | Somberman's actie | novelle | De Gouden (50e) Boekenweek |
| 1984 | Maarten 't Hart | De ortolaan | novelle | Wie leest, beleeft meer |
| 1983 | Wim Kan (met een voorwoord van S. Carmiggelt) | Soms denk ik wel eens bij mezelf... | "Honderd gedachten van Wim Kan en anderen" | Vrije tijd? Een boek werkt! |
| 1982 | Marten Toonder | De Andere Wereld | stripverhaal | Boeken blijven |
| 1981 | Henri Knap | De ronde van '43 | novelle | Ieder zijn eigen boek |
| 1981 | Gerard Reve | De vierde man | novelle | Afgewezen vanwege "controversiële passages" |
| 1980 | Janwillem van de Wetering | De verdachte Verheugt | detective | Bezig met boeken |
| 1979 | Simon Carmiggelt (tekst) en Peter van Straaten (illustraties) | Mooi kado | verhalenbundel | Boeken aan banden |
| 1978 | Marnix Gijsen | Overkomst dringend gewenst | verhalenbundel | Boek en communicatie |
| 1977 | Mies Bouhuys, Herman van Run en Nico Scheepmaker (samenstelling) | Even geduld AUB | proza en poëzie over de rol van de televisie | Boek en televisie |
| 1976 | Hermine Heijermans (samensteller) | Snikken en smartlapjes | bloemlezing uit Nederlandse smartlappen | Boek en muziek |
| 1975 | Cees Buddingh' (samensteller) | Bericht aan de reizigers. Een dienstregeling voor de lezer | bloemlezing van verhalen en gedichten met het thema 'reizen' | Reizen en lezen |
| 1974 | Louis Couperus (samensteller Karel Reijnders) | Als ik, bijvoorbeeld de geest van mijn moeder op den rand van mijn bed... | bloemlezing | Couperus |
| 1973 | Bertus Aafjes | Een lampion voor een blinde | novelle | Literatuur en jazz |
| 1972 | Peter van Lindonk | Poësie | gedichten | Poëzie |
| 1971 | D.H. Couvée | Protest per prent. Schoppen tegen heilige huisjes | bloemlezing van spotprenten door de eeuwen heen | Protest |
| 1970 | Jan Gerhard Toonder | Kasteel in Ierland | novelle | |
| 1969 | Hubert Lampo | De goden moeten hun getal hebben | novelle | |
| 1968 | Max Dendermonde | Kom eens om een keizer | novelle | |
| 1967 | Jan de Hartog | Herinneringen van een bramzijgertje | novelle | Nog nooit werd er zoveel gelezen |
| 1966 | Theun de Vries | Het zwaard, de zee en het valse hart | novelle | Lezen is fijn |
| 1965 | redactie: Theo Vesseur | Onderweg | korte verhalen | Geen geschenk |
| 1965 | Harry Paape | De Geuzen | geschiedenis van het Geuzenverzet tijdens de Tweede Wereldoorlog | |
| 1964 | Robert van Gulik | Vier vingers | detective | |
| 1963 | Jacques Presser | Europa in een boek | non-fictie | Europa en het boek |
| 1962 | Anton Koolhaas | Een schot in de lucht | verhaal | Het Nederlandse en Vlaamse boek |
| 1961 | Agaath van Ree | De onbekende uren | novelle | Novelleprijsvraag CPNB |
| 1960 | Elisabeth de Jong-Keesing | De zalenman | novelle | Novelleprijsvraag CPNB |
| 1959 | Hella S. Haasse | Dat weet ik zelf niet. Jonge mensen in boek en verhaal | essay | |
| 1958 | August Defresne | Het gehucht | novelle | Novelleprijsvraag CPNB |
| 1957 | C.J. Kelk | Guirlandes om de Boekenkast | acht gesprekken voor de vuist weg over boeken van onze eigen schrijvers | Geen geschenk |
| 1957 | Jacques Presser | De nacht der Girondijnen | novelle | |
| 1956 | J.C. Bloem F. Bordewijk Raymond Brulez Guillaume van der Graft Hella S. Haasse Prof.dr. P. Minderaa Gabriël Smit | Mijn boek van vroeger en van nu | Zeven auteurs vertellen U over de rol die het boek in hun leven speelde | geen geschenk |
| 1956 | P.H. Ritter jr. | Ontmoetingen met schrijvers | portretten | |
| 1955 | Annie M. G. Schmidt | Van schuitje varen tot Van Schendel | 2e druk, bestemd voor ouders | geen geschenk |
| 1955 | Clare Lennart | Op schrijversvoeten door Nederland | "verslag van een tocht van Clare Lennart langs een vijftiental Nederlandse schrijvers en schrijfsters" | |
| 1954 | Annie M. G. Schmidt | Van schuitje varen tot Van Schendel | bestemd voor ouders | geen geschenk |
| 1954 | Jacques den Haan | Het gevaarlijke boek | | geen geschenk |
| 1954 | Jacques den Haan, Adriaan Morriën en Charles Boost (samenstelling) | Goed geboekt | | |
| 1953 | C.J. Kelk | Wie schreef dat? : een litterair spel, dat ge met u zelf en anderen kunt beoefenen | | geen geschenk |
| 1953 | Anthonie Donker | Tien verhalen | verhalen | |
| 1952 | Anne H. Mulder | Een ars amandi, dat is de kunst van het beminnen : van boeken en bruiden, vlinders en rotatiepersen, metro's en paradijsvogels, benevens een reeks suggesties en adviezen om eigendunkelijk en vermetel in de wind te slaan | novelle | extra uitgave, geen geschenk |
| 1952 | Manuel van Loggem | Insecten in plastic | novelle | Novelleprijsvraag CPNB |
| 1951 | Olaf J. de Landell | De porseleintafel | novelle | Novelleprijsvraag CPNB |
| 1950 | Marianne Philips | De zaak Beukenoot | novelle | Novelleprijsvraag CPNB |
| 1949 | Clare Lennart | Twee negerpopjes | novelle | Novelleprijsvraag CPNB |
| 1948 | Hella S.Haasse | Oeroeg | novelle | Novelleprijsvraag CPNB |
| 1947 | Antoon Coolen | De ontmoeting | | Novelleprijsvraag CPNB |
| 1946 | D.M.R. Rademacher Schorer: Wat het boek in bezettingstijd heeft beteekend Insider: Wat men er onder verstaat D.A.M. Binnendijk: Welke waarde het heeft voor zijn bezitter D. van Gelder: De tweeledige beteekenis van het exlibris G.H. 's-Gravesande: Een eigen bibliotheek | Het kleine geschenk | | De eerste druk verscheen in een zeer kleine oplage vanwege papiergebrek. Hij had 32 pagina's en was geniet. |
| 1945 | geen boekenweek | | | |
| 1944 | geen boekenweek | | | |
| 1943 | geen boekenweek | | | |
| 1942 | geen boekenweek | | | |
| 1941 | Emmy van Lokhorst en Victor E. van Vriesland (redactie) | Novellen en gedichten | Bertus Aafjes, A. Marja, Hendrik de Vries (2), Gerard den Brabander, Theun de Vries - Muziek voor Potemkin, H.W.J.M. Keuls, Ed. Hoornik, Gerrit Achterberg, D.A.M. Binnendijk, Anton van Duinkerken (2), Clara Eggink, Han G. Hoekstra, Pierre Kemp (2), Henriëtte van Eyk - Goden op aarde, Jac. van Hattum, M. Vasalis, Eddy Evenhuis (2), L.Th. Lehmann (2), Anna Blaman (2), Robert Franquinet, Pierre H. Dubois, Maurits Mok, Max Dendermonde, Max Nord, Hanno van Wagenvoorde, Eric van der Steen, Hidde Heringa - Oerwoud | Na één dag op bevel van de SD teruggehaald uit de boekhandels |
| 1940 | Egbert Eewijck, Jan Campert en M. Vasalis | De Getuige, Deez' kleine Hand, Onweer | Drie novellen | Samengesteld door Emmy van Lokhorst en Victor E. van Vriesland |
| 1939 | Antoon Coolen, Augusta de Wit en Johan van der Woude | Huwelijk, Liefde en geweld langs den Barito, Afgesloten balans | Drie novellen | |
| 1938 | F. Bordewijk, Marie Koenen en Marianne Philips | Huis te Huur, Het Friesche goud - Anno 1656, De Koningsweg | Drie novellen | |
| 1937 | Eduard Elias (redactie) | Rondom het Boek 1937 | Bijdragen van Ernst Groenevelt, Johan van der Woude, W.M. Westerman, Gerard Zalsman, Luc Willink, Clare Lennart, K.U. Kel, H.D. Louwes, Eduard Elias, P.M.C. Toepoel, S. Carmiggelt, Jo van Doveren, X, M.A. Moussault-Veegens, Eduard Elias, Th.B.F. Hoyer, en Jenne Clinge Doorenbos. Illustraties van Sam. van Vleuten Jr. | |
| 1936 | Roel Houwink (redactie) | Rondom het Boek 1936 | Bijdragen van Dirk Coster, Tine Cool, Jo de Wit, Johannes Gerardus Geelkerken, Roel Houwink, Jos de Gruyter, Annie Posthumus, M.C. van Oven-van Doorn, W.L.M.E. van Leeuwen, Charles Nypels, Albert Kuyle, B.J.H. Ovink, Casper Höweler, P.H. Muller, Godard Gosses, Garmt Stuiveling en Ben van Eysselsteijn | |
| 1935 | Roel Houwink (redactie) | Rondom het Boek 1935 | Bijdragen van M.J. Langeveld, N.A. Donkersloot, A. Viruly, Roel Houwink, Anton van Duinkerken, P.H. Ritter jr., Ben Stroman, Antoon Coolen, W.J. Aalders, D.L. Daalder, Jan Poortenaar, Cornelis Rijnsdorp, Jef Last, H.M.S.J. de Holl, Nynke van Hichtum en P. Telder | |
| 1934 | C.J. Kelk (samensteller) | 12 portretten van Nederlandsche auteurs | Foto's, bibliografie en biografie van de schrijvers Antoon Coolen, Johan Fabricius, Diet Kramer, A. Viruly, Anthonie Donker, A. den Doolaard, Leo Ott, Eva Raedt-de Canter, C.J. Kelk, M.H. Székely-Lulofs, Fré Dommisse en G. van Nes-Uilkens | Foto's, bibliografie en biografie van de schrijvers Antoon Coolen, Johan Fabricius, Diet Kramer, A. Viruly, Anthonie Donker, A. den Doolaard, Leo Ott, Eva Raedt-de Canter, C.J. Kelk, M.H. Székely-Lulofs, Fré Dommisse en G. van Nes-Uilkens |
| 1933 | C.J. Kelk (samensteller) | Herinneringen aan Nederlandsche Schrijvers | Jan Greshoff over W.L. Penning, G.H. 's-Gravesande over Marcellus Emants, P.H. van Moerkerken jr. over Jac. van Looy, Achilles Mussche over Cyriel Buysse, Henri Borel over Frederik van Eeden, M.J. Brusse over Johan de Meester, Lodewijk van Deyssel over Arij Prins, Fernand Toussaint van Boelaere over Prosper Van Langendonck, Henri van Booven over Louis Couperus, J.R. Callenbach over G.F. Haspels, Richard Roland Holst over Jan Veth, Frans Mijnssen over Herman Heijermans, Pet Tideman over Herman Gorter, N.A. Donkersloot over J.H. Leopold, E.J. Prins-Bok over Jacqueline van der Waals, Andries de Rosa over Israël Querido, J. Lens over G. Schrijver, Jan Greshoff over Aart van der Leeuw, Wies Moens over René de Clercq, Margot Vos over C.S. Adama van Scheltema, Raymond Herreman over Karel van de Woestijne, Constant van Wessem over Just Havelaar, Gerard van Eckeren over Carry van Bruggen, J.C. Bloem over Jacob Israël de Haan en Jan Engelman over Gerard Bruning | Jan Greshoff over W.L. Penning, G.H. 's-Gravesande over Marcellus Emants, P.H. van Moerkerken jr. over Jac. van Looy, Achilles Mussche over Cyriel Buysse, Henri Borel over Frederik van Eeden, M.J. Brusse over Johan de Meester, Lodewijk van Deyssel over Arij Prins, Fernand Toussaint van Boelaere over Prosper Van Langendonck, Henri van Booven over Louis Couperus, J.R. Callenbach over G.F. Haspels, Richard Roland Holst over Jan Veth, Frans Mijnssen over Herman Heijermans, Pet Tideman over Herman Gorter, N.A. Donkersloot over J.H. Leopold, E.J. Prins-Bok over Jacqueline van der Waals, Andries de Rosa over Israël Querido, J. Lens over G. Schrijver, Jan Greshoff over Aart van der Leeuw, Wies Moens over René de Clercq, Margot Vos over C.S. Adama van Scheltema, Raymond Herreman over Karel van de Woestijne, Constant van Wessem over Just Havelaar, Gerard van Eckeren over Carry van Bruggen, J.C. Bloem over Jacob Israël de Haan en Jan Engelman over Gerard Bruning |
| 1932 | A.M.E. van Dishoeck, C. Veth en C.J. Kelk (samenstellers) | Bijdragen van Nederlandsche schrijvers en schrijfsters | K.J.L. Alberdingk Thijm, Jo van Ammers-Küller, Kees van Bruggen, M.J. Brusse, Cor Bruijn, H.G. Cannegieter, Antoon Coolen, N.A. Donkersloot, A. den Doolaard, Gerard van Eckeren, Jan Feith, Anna van Gogh-Kaulbach, Jan Greshoff, W.G. van de Hulst, D.Th. Jaarsma, Hendrika Kuyper-van Oordt, Top Naeff, Willy Pétillon, Herman Poort, Siegfried E. van Praag, Jacqueline Reyneke van Stuwe, Herman Robbers, Cornelis Rijnsdorp, F. de Sinclair, M.M. Stiemens-Hopman, Marie Schmitz, Johan van Vorden, Victor E. van Vriesland, Constant van Wessem, Wilma, Alie van Wijhe-Smeding en J.P. Zoomers-Vermeer | Eerste officiële boekenweekgeschenk |
| 1931 | geen boekendag (-week) | | | |
| 1930 | Johan Tersteeg | De uitgever en zijn bedrijf | | Jubileumboekje verschenen bij Boekendag, gehouden ter ere van het 50-jarig bestaan van de Nederlandsche Uitgeversbond. |

## Vertalingen in het Fries
| Jaar | Auteur / Vertaler                      | Titel                     | Genre   | Bijzonderheden                                             |
| ---- | -------------------------------------- | ------------------------- | ------- | ---------------------------------------------------------- |
| 2025 | Gerwin van der Werf / Jetske Bilker    | De krater                 | novelle | Winner boekewike novellewedstriid                          |
| 2024 | De Chabotten / Ytsje Steen-Buwalda     | Gesinsferpakking          | novelle |                                                            |
| 2023 | Lize Spit / Elske Schotanus            | De earlike finer          | novelle |                                                            |
| 2022 | Ilja Leonard Pfeijffer / Jetske Bilker | Monterosso mon amour      | novelle |                                                            |
| 2021 | Hanna Bervoets / Baukje Zijlstra       | Wat wy seagen             | novelle |                                                            |
| 2020 | Annejet van der Zijl / Baukje Zijlstra | Leon & Juliette           | novelle |                                                            |
| 2019 | Jan Siebelink / Jetske Bilker          | Jas fan belofte           | novelle |                                                            |
| 2018 | Griet Op de Beeck / Jetske Bilker      | Sa't it lân derhinne leit | novelle | Aanleiding: Leeuwarden Culturele Hoofdstad van Europa 2018 |

## Uitgaven voor de jeugd
Tussen 1948 en 1987 werden uitgaven voor jonge mensen voor een lage prijs verkocht tijdens de Boekenweek. Ze stonden los van het kinderboekenweekboek tijdens de Kinderboekenweek, die in tegenstelling tot de algemene Boekenweek in oktober plaatsvindt.
- 1948 Logarithmen en rozen
- 1949 De muze en het ambacht
- 1950 De muze op reis
- 1951 De muze op zee
- 1952 De speelse muze
- 1953 De muze en de seizoenen
- 1954 De muze en de dieren
- 1955 Twee muzen
- 1956 De muze zwerft door Nederland
- 1957 De muze en het meisje
- 1958 De muze vertelt
- 1959 De muze en het heelal
- 1960 De muze viert feest
- 1961 De muze op school
- 1962 De muze en de zeventien provinciën
- 1963 De muze en Europa
- 1964 De dichter en de muze
- 1965 Onderweg
- 1966 Waarachtige driehoek
- 1967 Theater in de tijd
- 1968 Het argument van Solimon
- 1969 Veertig plus, literaire radioportretten
- 1973 Lijstebrij
- 1974 Zo ik iets ben
- 1975 Als je leest ben je nooit alleen
- 1976 Zing je moerstaal
- 1977 De ontketende held
- 1983 Nooitgedacht
- 1984 Ooitgedacht
- 1985 Ooitgedicht
- 1986 Ooitgebeurd
- 1987 Multatuli!

## 3PAK
In navolging van de Boekenweek kreeg de jongerencampagne Boekenweek van Jongeren in 2016 ook een jaarlijks boekenweekgeschenk: de verhalenbundel 3PAK.

## Trivia
- Hella Haasse schreef drie keer het boekenweekgeschenk, in 1948, 1959 en 1994. Jacques Presser schreef twee keer het boekenweekgeschenk, in 1957 en 1963.
- De boekenweekgeschenken Oeroeg (1948), Somberman's actie (1985) en Zomerhitte (2005) werden verfilmd, evenals de novelle De vierde man (1981) die oorspronkelijk als boekenweekgeschenk was bedoeld.
- De broers Jan Gerhard Toonder en Marten Toonder schreven beiden een boekenweekgeschenk, resp. in 1970 en 1982.
- De boekenweekgeschenken van 1969, 1978, 1989, 2012, 2015, 2018 en 2023 werden geschreven door een Belgische auteur.
- In 2001 werd het boekenweekgeschenk voor de eerste maal geschreven door een niet-Nederlandstalige auteur, te weten de Indiase auteur Salman Rushdie.